# 周仲英
周仲英（1902年—1991年5月23日），湖北省襄阳县人，中华人民共和国政治人物，军事将领。

## 生平
早年参加北平师范大学附中学生运动。1926年，进入黄埔军校，任入伍生团党的支部书记、军校国民党特别党部执行委员。1927年，参加鄂北组织暴动，任襄阳县委委员兼四区区委书记、襄枣边区工农革命军第十一支队队长。1928年3月，任北平市委军事委员。1930年秋，任中共顺直省委交通科长。1931年，在天津被捕后，转移北平军人反省分院。1936年秋，经中共地下党营救出狱。抗日战争爆发后，1937年12月任山西新军第一总队政治部主任，1939年7月任新军二一六旅政治部主任，1940年任决死队一纵队政治部副主任、主任，1942年，任决一旅政委，太岳军区第—军分区政委兼地委副书记。
第二次国共内战期间，担任太岳区党委委员兼城工部部长，太岳军区副政委，第二野战军八纵队副政委等职。中华人民共和国成立后，担任中央人民公安学院副院长兼党委书记。1959年，任国家经委副主任兼机关党委书记，并被选为中央国家机关党委书记处书记。1962年，被选为中共中央监察委员会候补委员，兼中央监委派驻国家经委监察组组长。文化大革命期，被卷入六十一人叛徒集团案遭到迫害，之后平反起用，任中共中央纪律检查委员会常务委员。1991年5月23日，在北京逝世，享年89岁。